# 착륙

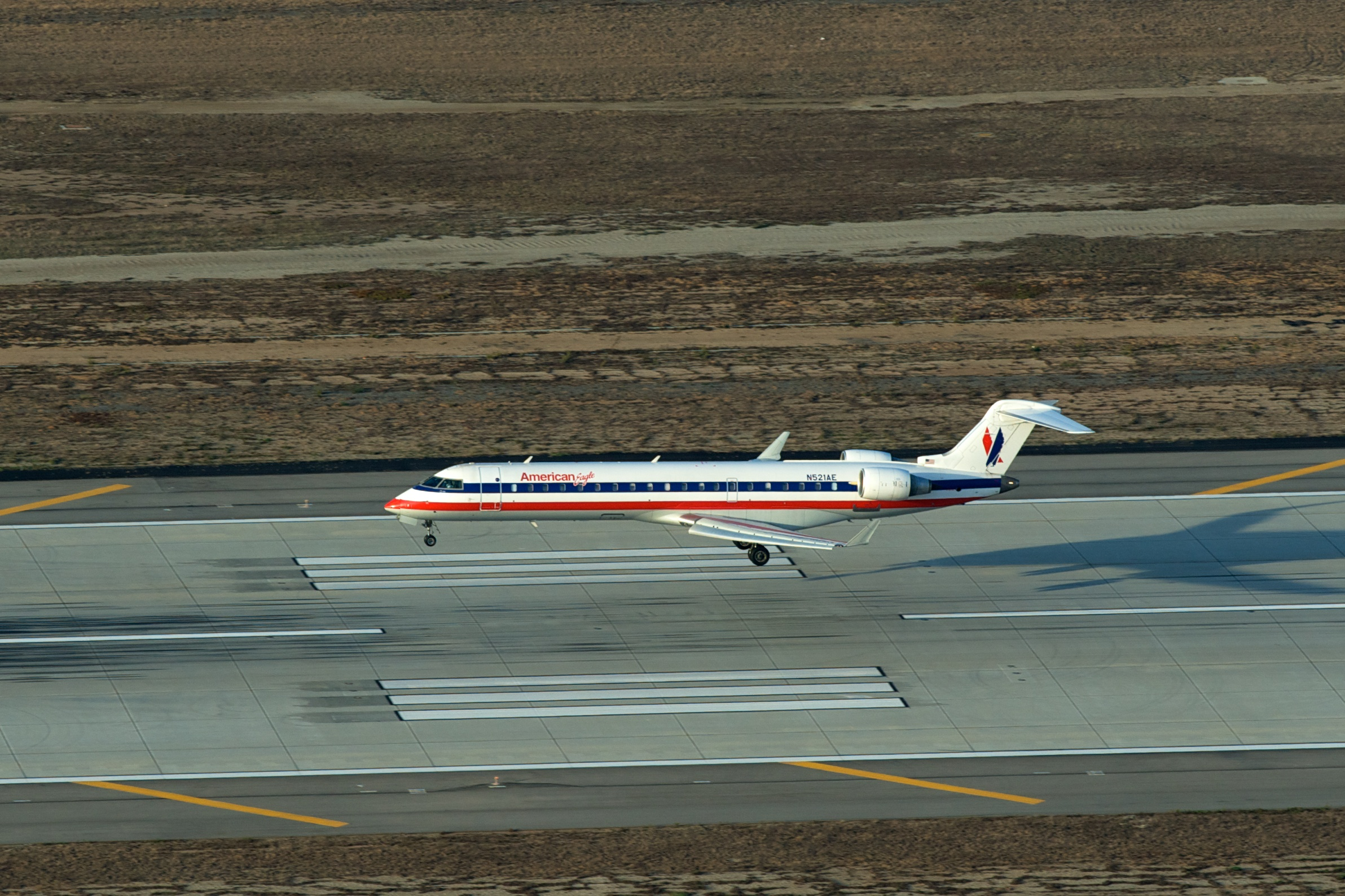
착륙 직전의 아메리칸 이글

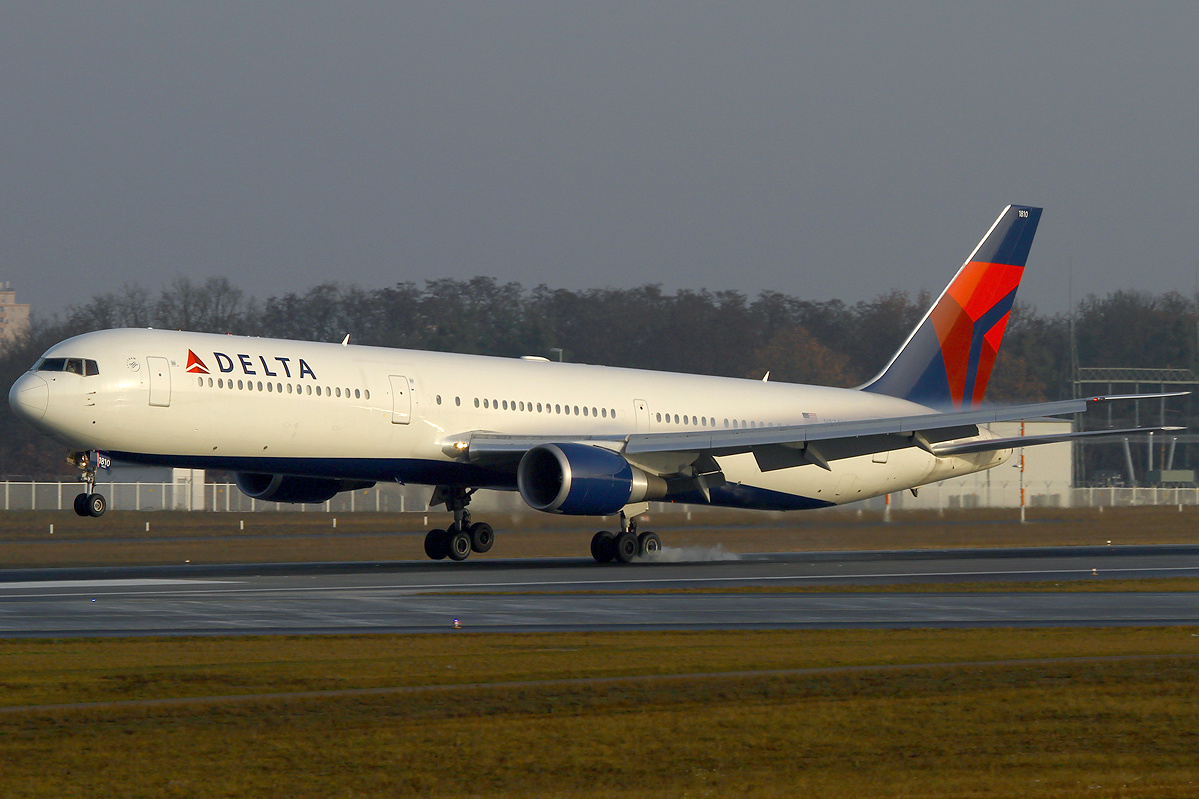
델타항공의 보잉 767-400ER이 접지한 모습

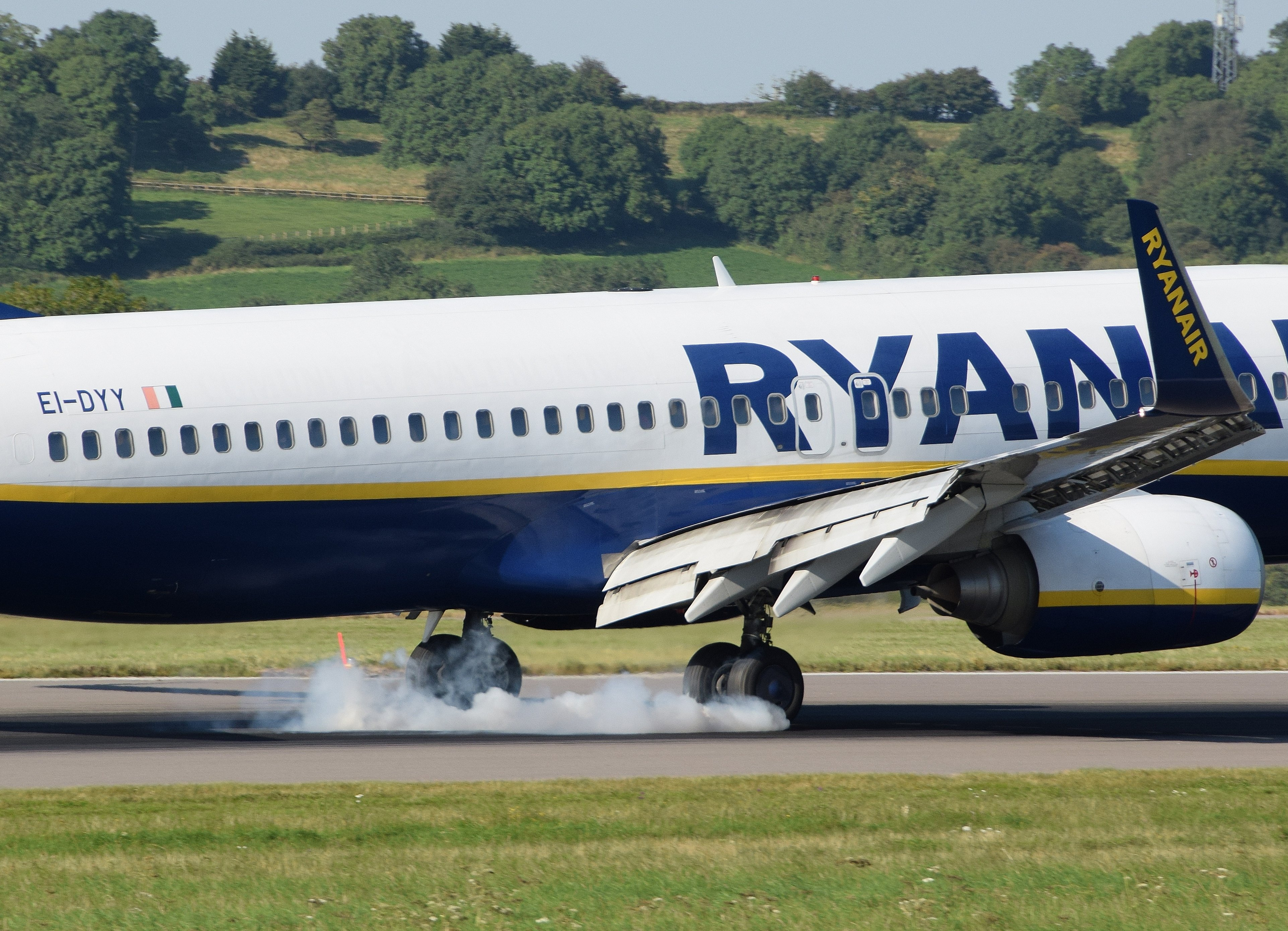
라이언에어가 접지 후 비행기의 랜딩기어의 모습

착륙(着陸, 영어: landing, '랜딩')은 항공기가 활주로 따위로 내려오는 것을 말한다. 착륙은 연착륙과 경착륙으로 구분되며, 연착륙은 가볍게 착륙하는 것이며 경착륙은 거칠게 착륙하는 것이다. 경착륙의 경우에는 굉장히 위험하며, 고어라운드을 할 수도 있고 승객들은 충격방지자세를 해야 한다.

## 항공기
항공기는 일반적으로 공항의 견고한 활주로나 헬리콥터 착륙장에 착륙하며 일반적으로 아스팔트 콘크리트, 콘크리트, 자갈 또는 잔디로 구성된다. 폰툰(수상 비행기) 또는 보트 선체 모양의 동체(비행정)를 갖춘 항공기는 물 위에 착륙할 수 있다. 항공기는 때때로 눈이나 얼음 위에 착륙하기 위해 스키를 사용하기도 한다.
착륙하려면 물체가 부드럽게 착륙할 수 있을 만큼 충분히 낮은 속도로 하강하도록 대기 속도와 하강 속도가 감소된다. 착륙은 속도를 늦추고 활주로로 하강함으로써 이루어진다. 이러한 속도 감소는 추력을 줄이거나 플랩, 랜딩 기어 또는 속도 브레이크를 사용하여 더 많은 양의 항력을 유도함으로써 달성된다. 고정익 항공기가 지상에 접근하면 조종사는 제어 기둥을 뒤로 이동하여 플레어 또는 라운드 아웃을 실행한다. 이것은 공격 각도를 증가시킨다. 컨트롤 컬럼의 점진적인 움직임을 통해 항공기는 최소 속도로 활주로에 안착할 수 있으며, 세발자전거 기어 항공기의 경우 주 바퀴에 먼저 착륙하거나 전통적인 랜딩 기어가 장착된 항공기(taildragger)의 경우 세 바퀴 모두에 동시에 착륙할 수 있다.

## 낙하산
"착륙"이라는 용어는 낙하산을 사용하여 땅으로 하강하는 사람이나 물체에도 적용된다. 어떤 사람들은 이러한 물체가 실제로 비행하는 대신 통제된 하강에 있다고 생각한다. 대부분의 낙하산은 공기를 포획하여 작동하며, 떨어지는 물체가 상대적으로 느린 속도로 땅에 닿을 만큼 충분한 항력을 유도한다. 민들레 씨앗을 포함하여 자연에는 낙하산의 예가 많이 있다.
반면, 현대의 램에어 낙하산은 본질적으로 활공 비행 모드에서 작동하는 팽창식 날개이다. 낙하산 병사들은 부상을 방지하기 위해 착지 시 플레어를 실행하여 착지 시 하향 및 전진 속도를 모두 줄이거나 제거한다.

## 우주선
때로는 다양한 형태의 양력, 추력(추진 착륙) 및 완충 시스템을 사용하여 안전한 착륙을 수행한다. 서베이어 계획의 무인 달 탐사선과 아폴로 달 착륙선은 로켓 감속 시스템과 랜딩 기어를 사용하여 달에 연착륙했다. 소유스 (우주선) 우주선을 포함한 여러 소련 로켓은 낙하산과 에어백 착륙 시스템을 사용하여 지구 착륙을 약화시켰다. 2015년 11월, 블루 오리진의 뉴 셰퍼드는 카르만 선을 넘어 지구에 수직으로 착륙한 최초의 로켓이 되었다. 2015년 12월 스페이스X의 팰컨 9는 궤도 궤도에서 최초로 수직 착륙에 성공하고 첫 번째 단계를 복구한 최초의 발사체가 되었지만 착륙한 첫 번째 단계는 하위 궤도 궤도에 있었다.

## 같이 보기
- 이륙
- 윈드 시어
  - 페덱스 익스프레스 80편 불시착 사고
- 착륙복행
- 어레스팅 기어
- 결심고도
- 계기착륙장치
- 계기 비행
- 시계 비행